# Johann Georg Lehmann
Johann Georg Lehmann (11. května 1765, Johannismühle u Baruthu – 6. září 1811, Drážďany) byl saský geodet, topograf a kartograf.

## Život
Až do roku 1784 pracoval Lehmann jako pomocník ve mlýně a pasák krav a přestože jej jeho zeman prozatímně potřeboval k obraně, byl naverbován k mušketýrům a musel později odejít s plukem „Prinz Gotha“.
Díky tomu, že měl dobrý rukopis, se brzy stal písařem a když byl jeho pluk přeložen do Drážďan, tak mu bylo dokonce umožněno studovat matematiku a topografické mapování na tamní vojenské škole. Lehmannův nadřízený, kapitán Backenberg, si povšiml jeho grafického talentu a nařídil, aby byl převelen do pluku generála von Langenaua jako seržant.
Již okolo roku 1790 sám mapoval v Krušných horách a roku 1793 se rozhodl, že se bude věnovat mapování na vlastní pěst a opustil armádu.
Jako civilistovi mu bylo generálem Langenauem uloženo, aby do roku 1798 topograficky zmapoval velkou část saských Krušných hor a okolí Drážďan. Jedním z požadavků bylo věrné znázornění terénu a protože s tímto Lehmann neměl zkušenosti, prostudoval dostupnou literaturu a dospěl k závěru, že dosud užívaný způsob zákresu terénu na mapách a plánech je nevyhovující (doposud se terén zobrazoval tzv. kopečkovou metodou či šrafami doplněnými někdy stínováním). Vymyslel proto novou metodu pro znázornění terénu, která byla založena na matematických pravidlech a tuto metodu ověřil v praxi (právě při mapování saských Krušných hor). Později (roku 1799) vydal spis, popisující jím vyvinutou metodu (více odstavec Dílo).
Při mapování neprováděl žádná vlastní trigonometrická měření, ale použil stávající body vytvořené při národní triangulaci Friedrichem Ludwigem Asterem. Výsledkem bylo 26 mapových listů, zobrazujících Krušné hory, část Anhalt-Dessau a panství Lichtenwalde u Flöha. Jednotlivé mapové listy zobrazují plochu čtvereční míle, mají měřítko 1 : 18 000 a jsou ve formátu 16 čtverečních palců (37,8 cm).
Po dokončení 26 mapových listů se dostal do povědomí širšího okruhu lidí a byl jmenován dozorčím při výstavbě cest v okrsku Wittenberg. Při této činnosti zmapoval Míšeňský a Wittenbergský okrsek v měřítku 1 : 144 000. Poté byl v srpnu roku 1798 jmenován poručíkem a roku 1800 pak učitelem matematiky, topografického mapování a kreslení na saské vojenské akademii.
Major August Georg von Egidy (1773 – 1807) jej pravděpodobně v roce 1806 zařadil v pozici proviantního důstojníka-poručíka (Quartiermeister-Lieutenant) jako člena štábu generálporučíků (Stabe des Generalleutnants) ze Zezschwitzu (vůdci saského sboru).
Lehmann se účastnil několika bitev a tažení a vedl si deník (zápisky byly uveřejněny ve třetím svazku knihy Kriegsgeschichtlichen und kriegswissenschaftlichen Monographien aus der neueren Zeit seit dem Jahre 1792). Z jeho vlastních zápisků ze dne 7. 10. 1806 vyplynulo, že podpořil obranu na pravém břehu řeky Sály při bitvě u Jeny, a to na základě vývinu bitvy. Od pruského velení si vyžádal přejít řeku Sálu, což se ale ukázalo osudným.
Později téhož roku Sasko uzavřelo v Poznani mír s Francií a Lehmann se stal kapitánem. V této pozici se zúčastnil obléhání Gdaňsku. Poté, co se Gdaňsk vzdal, bojoval v bitvě u Friedlandu, poté se účastnil bitev v Grudziądz (Graudenz) a Varšavě a táhl i na Tylži (Tilsit).
Při těchto cestách neúnavně mapoval a roku 1809 zhotovil plán dobyté Varšavy. V tu dobu měl již podlomené zdraví a vrátil se zpět do Drážďan, kde byl jmenován majorem a roku 1810 se stal ředitelem oddělení pro vojenské plánování (Direktor der Militärplankammer).
Až do svého předčasného skonu (kvůli dlouhodobé plicní chorobě) pracoval na zdokonalení jím vyvinuté metody znázornění terénu.

## Rodina
- otec Johann Georg (1736 – 1813), mlynář a správce v Johannismühle
- matka Marie Elisabeth Hase (1733 – 1812)
- 1 dcera (podrobnosti neznámé)[2]

## Dílo

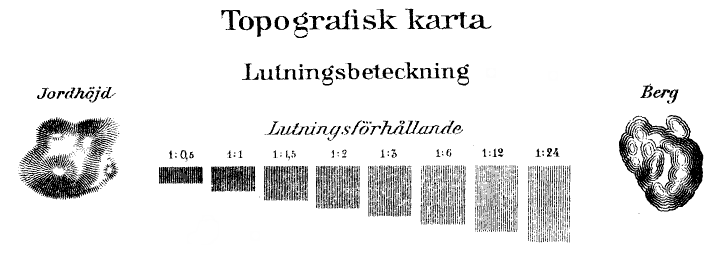
Lehmannovy šrafy (Lehmannova metoda zobrazování terénu)

Roku 1799 Lehmann vydal spis Darstellung einer neuen Theorie der Bezeichnung der schiefen Flächen im Grundriss oder Situationszeichnung der Berge, ve kterém podrobně popisuje teorii zakreslování terénu do map a plánů šrafováním. Spis obsahuje tabulky a vzory zakreslení terénu.
Lehmannova metoda šrafování byla postavena na jednoduchém principu: za předpokladu svislého osvitu terénu dopadá na vodorovnou plochu více světla než na šikmou plochu (na svislou plochu pak tedy nedopadá žádné světlo a je tudíž černá, kdežto vodorovná plocha bude bílá). Rozdíl mezi světlem a tmou lze v mapě rozlišit černou barvou na bílém podkladě. Sklon plochy (spád) byl pak vyjadřován pomocí různě silných a různě vzdálených černých čárek (šraf) zakreslených na bílém podkladě – čím byl svah příkřejší, tím byl povrch tmavěji vyšrafován. Množství černé barvy nutné pro zakreslení jedné šrafy tedy bylo přímo úměrné velikosti spádu a poloha černé šrafy musela odpovídat směru spádu. Lehmann vytvořil stupnici pro rozlišení znázornění spádu (sklonu svahu) od 0° – 45° po 5° intervalech (plocha odpovídající svahu se spádem 45° pak byla zcela černá).
Po Lehmannově smrti bylo v Drážďanech roku 1812 ve dvou svazcích vydáno jeho dílo Anweisung zum richtigen Erkennen und genauen Abbilden der Erd-Oberfläche in topographischen Karten und Situations-Planen (svazek I) a Anleitung zum vortheilhaften und zweckmäßigen Gebrauche des Meßtisches aus einer Reihe praktischer Erfahrungen hergeleitet und entworfen (svazek II). O vydání tohoto díla se zasadil zejména jeho, přítel profesor matematiky Georg Andreas Fischer, který se postaral o kompletaci a závěrečné korektury. V tomto díle Lehmann sepsal poznatky a poznámky, které získal během praktického ověřování jeho metody šrafování.
Napoleon si spis nechal neprodleně přeložit a již roku 1816 se Lehmannův způsob zakreslování terénu (dnes známo pod názvem Lehmannovy šrafy) doporučoval používat v Prusku, roku 1817 byl zaveden ve Francii a poté také v Anglii.
Lehmannovy šrafy byly například použity v modifikované podobě pro vyjádření výškopisu na mapách druhého vojenského mapování v Rakouském císařství.